# Gunvor Pontén
Gunvor Margareta Jacobsson-Pontén, under en period Danielsson, född 11 februari 1929 i Högalids församling i Stockholm, död 16 februari 2023 i Farsta distrikt, Stockholms län, var en svensk skådespelare.

## Biografi
Gunvor Pontén var dotter till väg- och vattenbyggnadsingenjör Ruben Pontén och Dagny Carlqvist.

### De första årens teater- och filmroller
Ponténs skådespelarambitioner tog fart under studietiden på Flickläroverket vid Sveaplan då hon gick med i skolans litterära förening Holmia. De gjorde teateruppsättningar - i samarbete med Norra Latins teaterförening Concordia - med bland andra de blivande skådespelarna Måns Westfelt och Elsa Prawitz.  
Efter studenten 1948 gick hon ett år på Terserus teaterskola som då fortfarande höll till vid Munkbron i Gamla stan. När hon året därpå inte blev antagen vid Dramatens elevskola på första försöket tog hon istället anställning som "smårolls-skådespelare" på Hälsingborgs stadsteater. Där debuterade hon som Askungens ena syster i Arne Ragneborns uppsättning av Askungen med Ulla Sjöblom i titelrollen.   
Hon spelade även på Riksteatern där hon våren 1950 gjorde rollen som Den vilda i Herbert Grevenius Vi tre debutera, som regisserades av hennes lärare Gösta Terserus.
Pontén filmdebuterade i Schamyl Baumans Skolka skolan 1949 men gjorde 1951 sin första signifikanta filmroll som Maj-Britt i Göran Genteles Leva på “Hoppet” där Meg Westergren gjorde debut. Kuriöst nog blev de två teatertokiga flickorna i filmen, bara några månader efter filmens premiär, även i verkligheten elevskolekamrater på Dramatens elevskola. Ponténs naturliga replikföring är ett uppfriskande inslag bland dåtidens fjolligheter,    
Hon filmade flitigt under 1950-talet och hade när decenniet var slut medverkat i närmare tjugo svenska spelfilmer.    

### Dramatens elevskola
På tredje försöket blev hon antagen vid Dramatens elevskola där hon gick 1951–1954, i samma årskull som Jane Friedmann, Meg Westergren och Emy Storm.   
Som elev medverkade hon i flera uppsättningar på Dramaten och efter att ha spelat Sköka i Lagerkvists Barabbas var hennes första större uppgift som tredjeårselev Marcelle i Paul Géraldys komedi Om jag ville. Hon gjorde även rollen som världsfrånvända skådespelerskan Julia Körner i Hjalmar Bergmans Swedenhielms 1954, med Olof Sandborg som Swedenhielms senior.

### Från Alléteatern via Norrköping till Oscars
Sture Lagerwall engagerade henne direkt efter elevskolan för en säsong på Alléteatern på Narvavägen, där hon debuterade med rollen som Marie Eller-vad-hon-hette i Axelrods komedi Flickan ovanpå med Gertrud Fridh i huvudrollen. Meg Westergren var också med i föreställningen, liksom det unga löftet Birgitta Andersson.
Hon kom säsongen därpå till Stadsteatern i Norrköping-Linköping under östgötascenens guldålder då teaterchefen John Zacharias hade samlat en framstående ensemble runt sig. Hon gjorde sin första betydande roll på teatern som Olive i Turturduvans röst av John van Druten med Ulla Akselson och Carl-Åke Eriksson. Men Ponténs stora sceniska genombrott kom med rollen som den förföriska Diana Lake i Terence Rattigans trettiotalskomedi Diana går på jakt, på turné med Riksteatern hösten 1957. 
Hennes första roll i större musikdramatiska sammanhang var som Madeleine i Leo Falls operett Madame Pompadour på Oscarsteatern hösten 1958. där hon spelade med Ulla Sallert, Åke Jensen och Egon Larsson. I samma veva uppträdde hon som kabaréartist på Restaurant Tegnér.  

### Fem år i Göteborg
Efter ett par säsonger på Folkteatern i Göteborg - där hon bland annat spelade i Georges Feydeau-farsen Spökhotellet med Douglas Håge, som dog strax efter premiären och gjorde Helen i musikalen Adam och Eva mot Max Hansen - kom hon 1961 till Göteborgs Stadsteater.
Pontén engagerades av Karin Kavli till dennas sista säsong som chef på stadsteatern och hon fick börja sin anställning med att par framträdande roller. Först ut var sekreteraren Brigitte Touchard i det franska intrigspelet Gröna fracken med den store norske skådespelaren Per Aabel som Hubert de Latour-Latour och flera av göteborgspublikens favoriter på scenen, som Berta Hall, Håkan Jahnberg, Bertil Anderberg och Lisskulla Jobs. Därpå på följde den självbehärskade Celia i Ben Jonsons elisabethanska komedi Volpone (i Göteborg kallad Räven).
Hösten 1962 inleddes en ny era på teatern med hennes tidigare arbetsgivare från Folkteatern Mats Johansson tog över chefskapet. Pontén spelade den hösten kökspigan Adéle i Jean Anouilhs senaste pjäs Grottan med Jan-Olof Strandberg som berättaren. Efter det följde Svägerskan i Brechts Den goda människan i Sezuan med Ulla Sjöblom. Men hon började känna att hon efter drygt tio år i yrket hade fastnat med andraplansfigurer och bad sin chef om att få lite mer utmanande roller. Då hon inte ansåg sig få gehör för sin önskan valde hon att sluta på stadsteatern och den sista rollen i Göteborg var som Lulu i Harold Pinters Födelsedagskalaset, 1964.

### Tio år med Riksteatern
Hon flyttade tillbaka till Stockholm 1964 och blev anställd vid Riksteatern där hon med några kortare avbrott stannade till 1973. Hennes första uppgift var som Maria i Shakespeares komedi Trettondagsafton med turnépremiär på Kalmar teater. Andreas Blek af Nosen gjordes av Tommy Nilson som gick i årskullen under Pontén på elevskolan och som var med i samma uppsättning av Swedenhielms på Dramaten,
Hon var ute på en turné i stort sett varje höst och vår under de följande åren. Våren 1966 gjorde hon Fru X i Den starkare ock Kristin i Fröken Julie båda av Strindberg på turné med de internationellt verksamma skådespelarna Ulla Jacobsson och Gunnar Hellström som Julie och Jean. Och bland övriga uppdrag kan nämnas rollen som Orinthia i George Bernard Shaws politiska satir Karusellen med Claes Thelander, Fylgia Zadig, Brita Billsten och Olof Buckard. Vidare Kent Andersson och Bengt Bratts pjäs Sandlådan som Fred Hjelm satte upp våren 1969 med bland andra Gunilla Olsson, Ulla Blomstrand, Leif Ahrle och Christer Banck.
På våren 1971 reste hon med Nils Poppe i Charles Dyers komedi En enkel man och 1973 gjorde hon Gladys Foster i Ayckbourns Hur andra älskar med bland andra Olof Thunberg, Jessie Flaws och Stig Grybe.

### TV-roller
Ponténs debuterade på TV-teatern på den tiden föreställningarna direktsändes. Hon gjorde den förslagna tjänsteflickan Nancy i Bengt Lagerkvists uppsättning av det gastkramande dramat Gasljus som sändes i teve i juni 1958. Efter hennes år i Göteborg fortsatte samarbetet med Lagerkvist och 1965 spelade hon Tora i hans uppsättning av Hjalmar Söderbergs Aftonstjärnan, på TV-teatern. Hon medverkade också i samme Lagerkvists TV-serie Röda rummet, 1970. 
Hon medverkade i julkalendern Barnen i höjden och 1976 gjorde hon Marina i Lars Göran Carlsons bearbetning av Goldoni-komedin Il rusteghi, som i den svenska översättningen fick titeln: Karlar är karlar om sanningen skall fram, med Lis Nilheim, Kjell Bergqvist, Ingvar Kjellson, Birgitta Andersson och Ponténs kusin Tomas Pontén.
Hon blev känd för många tevetittare som servitrisen Ritva i TV-serien Bröderna Malm som sändes i två omgångar: 1972 och 1974, men närmast riksbekant genom TV-serien N.P. Möller, fastighetsskötare där hon gjorde  "danskdödaren" Börje Hallbergs (Jan Malmsjö) fru Svea. Första omgången sändes 1974 men Pontén var till och från med till den sista omgången 1980.   

### Stockholms stadsteater
Pontén kom till Stockholms stadsteater 1974 och gjorde sin första roll i Fred Hjelms uppsättning av Peer Gynt med Krister Henriksson och Keve Hjelm och var därefter anställd på stadsteatern till 1987. Bland rollerna kan nämnas Hilkka i Johan Bergenstråhles uppsättning Runar och Kyllikki (1977), Madame i Jean Genets Jungfruleken (1979), Ropeen i Brendan Behans Gisslan (1983) och Mrs Bryant i Weskers Rötter (1986).
Hon medverkade 70-kortsrevyn som Lena Söderblom satte upp på Stadsteatern på nyåret 1977-78 med Grynet Molvig, Ulf Brunnberg, Bert-Åke Varg och den då blivande stadsteaterchefen Lars Edström. 
Hon ägnade sig också åt regi som med Caryls Churchills Ägare på Stadsteatern 1976 och hon gjorde både översättning och regi till den första svenska uppsättningen av Peter Hacks Ett samtal i huset Stein rörande den frånvarande herr von Goethe som Öllegård Wellton och Karl-Erik Forsgårdh turnerade med på Riksteatern våren 1980.

### Frilansåren som pensionär
Pontén valde att från 1987 vid 58 års ålder ta ut tidigast möjliga pension och istället arbeta som frilans. Hon var samma år med i Boulevardteaterns uppsättning Fällan av Lynn Siefert med bland Michael Segerström. Hon spelade Modern i Per Olov Enquists Tupilak på Dramaten 1994 och var hushållerskan Louise i Noël Cowards Jag älskar dig, markatta på Vasan, 1997.
Sommaren 1998 gjorde hon Ethel i Joe Masteroffs 70, Girls, 70 som gavs på Parkteatern med elevkamraten från Dramatens elevskola Meg Westergren och Inga Gill, Meta Velander, Busk Margit Jonsson och Berit Carlberg.
Hon har även senare på senare år återkommit som gäst på Stockholms stadsteater som Fru Armfeldt i musikalen Sommarnattens leende, 2010 och återkom året därpå som Madame Pernelle i Molières Tartuffe med Dan Ekborg, Johan Rabaeus och Niklas Falk med flera. 
Pontén medverkade fram till 2017 i mer än 50 filmer och i över 30 TV-produktioner. Hon medverkade i Jan Halldoffs Lämna mig inte ensam (1980), Gunnar Hellströms Raskenstam (1983), Richard Hoberts Glädjekällan (1993) och gjorde huvudrollen Magda i Ragnar di Marcos Kärringen därnere (2006). Hon krönte karriären 2017 med Lars Perssons kortfilm Döda farmor.

### Övrigt
Hon har sedan debuten på Restaurant Tegnér på 1950-talet varit verksam som kabaré- och vissångerska och uppträdde från 1989 med Stockholmsprogrammet Våran stad, ja Eken. 1992 medverkade hon i kabarén De säger att det går över, men gamla lador brinner bäst med Axelle Axell och Lasse Zackrisson på Mosebacke Etablissement i Stockholm. 
År 1972 bedrev hon teatervetenskapliga studier vid Stockholms universitet och har varit lärare vid Teaterhögskolan i Stockholm.

### Familj
Gunvor Pontén var 1960–1968 gift med scenografen Ingvar Danielsson (född 1931). De har tillsammans dottern skådespelaren Nina Pontén. Gunvor Pontén var brorsdotter till Birger Pontén samt kusin till läkaren Jan Pontén, modeskaparen Gunilla Pontén och skådespelaren Tomas Pontén.
Gunvor Pontén är gravsatt i minneslunden på Katarina kyrkogård i Stockholm.

## Filmografi
- 1949 – Skolka skolan
- 1950 – Den vita katten
- 1951 – Leva på "Hoppet"
- 1951 – Hon dansade en sommar
- 1952 – 69:an, sergeanten och jag
- 1953 – I dur och skur
- 1953 – Resan till dej
- 1953 – Göingehövdingen
- 1953 – Glasberget
- 1954 – Gud Fader och tattaren
- 1954 – Ung sommar
- 1955 – Mord, lilla vän
- 1955 – Karusellen i fjällen
- 1955 – Danssalongen
- 1955 – Flottans muntergökar
- 1955 – Våld
- 1955 – Enhörningen
- 1956 – Egen ingång
- 1957 – Enslingen Johannes
- 1961 – Stöten
- 1971 – Lockfågeln
- 1974 – Vita nejlikan eller Den barmhärtige sybariten
- 1975 – Ungkarlshotellet
- 1980 – Lämna mej inte ensam
- 1981 – Göta kanal
- 1981 – Det stora barnkalaset
- 1983 – Raskenstam
- 1984 – Splittring
- 1993 – Brandbilen som försvann
- 1993 – Lotta flyttar hemifrån
- 1993 – Drömkåken
- 1993 – Glädjekällan
- 1997 – Tic Tac
- 2001 – Atlantis – En försvunnen värld (röst)
- 2006 – Kärringen därnere
- 2009 – Psalm 21
- 2013 – Orion
- 2013 – Tyskungen
- 2017 – Vaiana (röst)
- 2019 – Toy Story 4 (röst)

## TV-produktioner
- 1965 - Aftonstjärnan
- 1970 – Röda rummet (TV-serie)
- 1972–1974 – Bröderna Malm (TV-serie)
- 1972 – Ett resande teatersällskap (TV-serie)
- 1972 – Barnen i Höjden (TV-serie)
- 1974 – Kvarteret Oron (TV-serie)
- 1978 – Harry H. (TV-serie)
- 1979 – Hallå, det är från kronofogden (TV-film)
- 1982 – Oldsmobile (TV-film)
- 1984 – Panik i butiken (TV-serie)
- 1985 – Nya Dagbladet (TV-serie) (gästroll)
- 1986 – Kunglig toilette (TV-film)
- 1987 – Saxofonhallicken (TV-film)
- 1988 – Som man ropar (TV-serie)
- 1989 – Hassel – Slavhandlarna (TV-film)
- 1989 – Tre kärlekar (TV-serie) (gästroll)
- 1991 – Goltuppen (TV-serie)
- 1991 – Facklorna (TV-serie)
- 1996 – Cluedo – en mordgåta (TV-serie)
- 1993 – Snoken (TV-serie)
- 1995 – Du bestämmer (TV-serie)
- 1995 – Snoken (TV-serie)
- 1995 – Anmäld försvunnen (TV-serie)
- 1998 – Glöm inte mamma! (TV-serie)
- 1999 – Skilda världar (TV-serie)
- 1999 – Jakten på en mördare (TV-serie)
- 2001 – Kvinna med födelsemärke (TV-serie)
- 2002 – Beck – Okänd avsändare (TV-film)
- 2006 – Beck – Gamen (TV-film)
- 2010 – Pensionärsjävlar (TV-serie)
- 2010 – Guds tre flickor (TV-serie)
- 2015 – Arne Dahl: En midsommarnattsdröm (TV-serie)

## Teater

### Roller (ej komplett)
| År   | Roll             | Produktion                                                                       | Regi                           | Teater                           |
| ---- | ---------------- | -------------------------------------------------------------------------------- | ------------------------------ | -------------------------------- |
| 1949 | Första systern   | Askungen                                                                         | Arne Ragneborn                 | Helsingborgs stadsteater         |
| 1949 | Jeanette         | Lilla helgonet Hervé, Henri Meilhac och Albert Millaud                           | Mats Johansson                 | Helsingborgs stadsteater         |
| 1952 | Pat Winter       | Familjens vita får (The White Sheep of the Family) L. du Garde Peach och Ian Hay | Per-Axel Branner               | Nya Teatern Folkparksturné       |
| 1954 |                  | Flickan ovanpå George Axelrod                                                    | Sam Besekow                    | Alléteatern                      |
| 1955 | Claudine         | I afton kl. 8: George Dandin (George Dandin ou le Mari confondu) Molière         | Sam Besekow                    | Alléteatern                      |
| 1955 | Meta, servitris  | Frisöndag Leck Fischer                                                           | Ingrid Luterkort               | Norrköping-Linköping stadsteater |
| 1955 | Isabelle         | Vill ni leka med mej? Marcel Achard och Georges Vian Parys                       | John Zacharias                 | Norrköping-Linköping stadsteater |
| 1955 | Barbro           | Babels Torn Lars Helgesson                                                       | Ingrid Luterkort               | Norrköping-Linköping stadsteater |
| 1955 | Medverkande      | Club 13:s nojsfält, revy Gösta Severin                                           | Göte Arnbring                  | Nya Teatern                      |
| 1956 | Kate             | Åh, en så’n pappa! Liam O’Brien                                                  | Olof Thunberg                  | Norrköping-Linköping stadsteater |
| 1956 | Cecily Cardew    | Mister Ernest Oscar Wilde                                                        | Ingrid Luterkort               | Norrköping-Linköping stadsteater |
| 1957 | Agda             | Gustav Vasa August Strindberg                                                    | John Zacharias                 | Norrköping-Linköping stadsteater |
| 1957 | Olive Lashbrooke | Turturduvans röst John Van Druten                                                | Ingrid Luterkort               | Norrköping-Linköping stadsteater |
| 1957 | Diana Lake       | Diana går på jakt (French Without Tears) Terence Rattigan                        | Leif Amble.Naess               | Riksteatern                      |
| 1958 | Madeleine        | Madame Pompadour Rudolf Schanzer, Ernst Welisch och Leo Fall                     | Ivo Cramér                     | Oscarsteatern                    |
| 1961 | Helen            | Alltsedan Adam och Eva Poul Sørensen och Erik Fiehn                              | Gunnar Ekström                 | Folkteatern, Göteborg            |
| 1963 |                  | Orkestern Jean Anouilh                                                           | Herman Ahlsell                 | Göteborgs stadsteater            |
| 1974 | Kari             | Peer Gynt, del I Henrik Ibsen                                                    | Fred Hjelm                     | Stockholms stadsteater           |
| 1983 | Ropeen, hora     | Gisslan Brendan Behan                                                            | Kåre Santesson                 | Stockholms stadsteater           |
| 1987 | Medverkande      | Blasny, Blasny Michael Segerström och Johan Ulveson                              | Johan Sundberg Johnny Melville | Boulevardteatern                 |
| 1988 | Betty            | Kom igen, Charlie (The Foreigner) Larry Shue                                     | Peter Dalle                    | Boulevardteatern                 |
| 1990 | Anna Andrejevna  | Revisorn (Ревизо́р, Revizór) Nikolaj Gogol                                        | Ragnar Lyth                    | Boulevardteatern                 |
| 1994 | Modern           | Tupilak Per Olov Enquist                                                         | Pia Forsgren                   | Dramaten                         |
| 1997 |                  | Jag älskar dig, markatta Noël Coward                                             | Giles Havergal                 | Vasateatern                      |
| 2010 | Fru Armfeldt     | Sommarnattens leende Stephen Sondheim och Hugh Wheeler                           | Tobias Theorell                | Stockholms stadsteater           |